# Chichovite kone
 (décembre 2018).
Chichovite kone (en bulgare : Чичовите конье, littéralement « Les Chevaux de l'oncle ») est une chanson traditionnelle bulgare, datant du XIIe siècle.
Elle a fait l'objet de nombreuses reprises par des artistes contemporains, comme les chanteuses bulgares Snežana Borisova (bg), Sofija Georgieva (bg) ou en 2021 par le collectif italien Boombastiko, avec une participation de la chanteuse grecque Marína Sátti. 
Elle a également fait l'objet en 2018 d'un remix frenchcore par le DJ français Billx, Chichovite, en collaboration avec Neika, qui totalise an août 2025 plus de 7 millions de vues.
En 2021, le rappeur américain Meek Mill sample un extrait d'une interprétation de Chichovite kone dans sa chanson « Sharing Locations (en) », simple extrait de son album Expensive Pain (en).